# 헌터 셰이퍼
헌터 셰이퍼(Hunter Schafer, 1998년 12월 31일 ~ )는 미국의 배우, 모델이며, 트랜스여성이다.

## 출연 작품

### 영화
- 헝거게임: 노래하는 새와 뱀의 발라드 (2023) - 티그리스 스노우 역
- 뻐꾹! (2024) - 그레첸 역
- 카인즈 오브 카인드니스 (2024) - 애나 역
- 마더 메리 (미정) - 힐다 역

### 텔레비전
- 유포리아 (2019~) - 줄스 본 역
- 블레이드 러너 2099 (미정)